# شهرستان تالاپوسا (آلاباما)
شهرستان تالاپوسا، آلاباما (به انگلیسی: Tallapoosa County, Alabama) شهرستانی در ایالات متحده آمریکا است که در آلاباما واقع شده‌است.

## خصوصیات
شهرستان تالاپوسا ۱٬۹۸۳٫۹۴ کیلومترمربع مساحت دارد.